# Féltékenység (film, 1943)
A Féltékenység 1943-ban bemutatott fekete-fehér magyar filmdráma, többek közt Somlay Artúr, Tolnay Klári és Lánczy Margit főszereplésével.

## Színészek
- Somlay Artúr – Imre bácsi
- Tolnay Klári – Eszter
- Lánczy Margit – Kata néni
- Bognár Elek – Miska
- Simon Marcsa – Szakácsnő
- Nagy István – Gábor, a mérnök
- Boray Lajos – komornyik
- Gárday Lajos – Surján
- Vaszary Piri – Surjánné
- Bánky Elemér – János bácsi
- Hidassy Sándor – Marci
- Egyed Lenke – Lidi néni
- Kabók Győző – paraszt
- Zámori László – paraszt
- Danis Jenő – orvos
- Bánhidi László – Mihály
- Deésy Mária